# Эми Чуа
Эми Чуа (англ. Amy L. Chua; род. 26 октября 1962, Шампейн, Иллинойс) — американский правовед, именной профессор права юридического факультета Йельского университета, где преподаёт с 2001 года. Автор четырёх книг, в том числе популярной книги о воспитании детей «Боевой гимн матери-тигрицы» (2011), вызвавшей большой общественный резонанс из-за жёсткости описанных методов воспитания.
Эми родилась в семье профессора Калифорнийского университета в Беркли Леона Чуа. В 1984 году она окончила Гарвардский колледж, в 1987 году получила степень доктора права в Гарвардской школе права. С 1994 года преподавала в Университете Дьюка. Четыре года работала юристом на Уолл-стрит. Живёт в Нью-Хейвене, штат Коннектикут. Эми замужем за профессором Йеля Джедом Рубенфелдом, у них две дочери — София и Луиза (Лулу).
В 2011 году журнал Time включил её в топ-100 самых влиятельных людей.

## Книги
Чуа написала пять книг: два исследования по международным делам, мемуары о воспитании детей, книгу об этнической американской культуре и её взаимосвязи с социально-экономическим успехом в Соединённых Штатах и книгу о роли племенной лояльности в американской политике и её внешней политике.
Её первая книга «Мир в огне: как экспорт демократии свободного рынка порождает этническую ненависть и глобальную нестабильность» (2003) исследует этнический конфликт, вызванный во многих обществах непропорциональным экономическим и политическим влиянием «доминирующих на рынке меньшинств» и вызванным этим негодованием менее обеспеченного большинства. «Мир в огне», бестселлер, избранный New York Times в качестве одной из лучших книг 2003 года и названный Тони Гидденсом в The Guardian в качестве одной из «лучших политических книг 2003 года», исследует, как глобализация и демократизация с 1989 года повлияли на отношения между доминирующими на рынке меньшинствами и более широким населением.
Её вторая книга «День империи: как сверхдержавы поднимаются к глобальному господству — и почему они падают» (2007) рассматривает семь крупных империй и утверждает, что их успех зависел от их терпимости к меньшинствам.

Третья книга Чуа, Боевой гимн матери Тигра, опубликованная в январе 2011 года, представляет собой мемуары о её родительском путешествии с использованием строгих конфуцианских методов воспитания детей, которые она описывает как типичные для китайских родителей-иммигрантов. Несмотря на то, что эта книга иногда интерпретируется как руководство по воспитанию детей, она критически рассматривается как отчёт о том, «как дети могут стать бунтарскими и отчужденными, когда применяются универсальные образовательные философии, независимо от их личности или способностей». Она стала международным бестселлером в США, Южной Корее, Польше, Израиле, Германии, Великобритании и Китае и была переведена на 30 языков. Книга также получила огромную негативную реакцию и внимание средств массовой информации и вызвала глобальные дебаты о различных методах воспитания и культурных установках, которые способствуют таким методам. Кроме того, книга вызвала бурю возмущения после выхода, когда Чуа получила угрозы, расовые оскорбления и призывы арестовать её по обвинению в жестоком обращении с детьми.

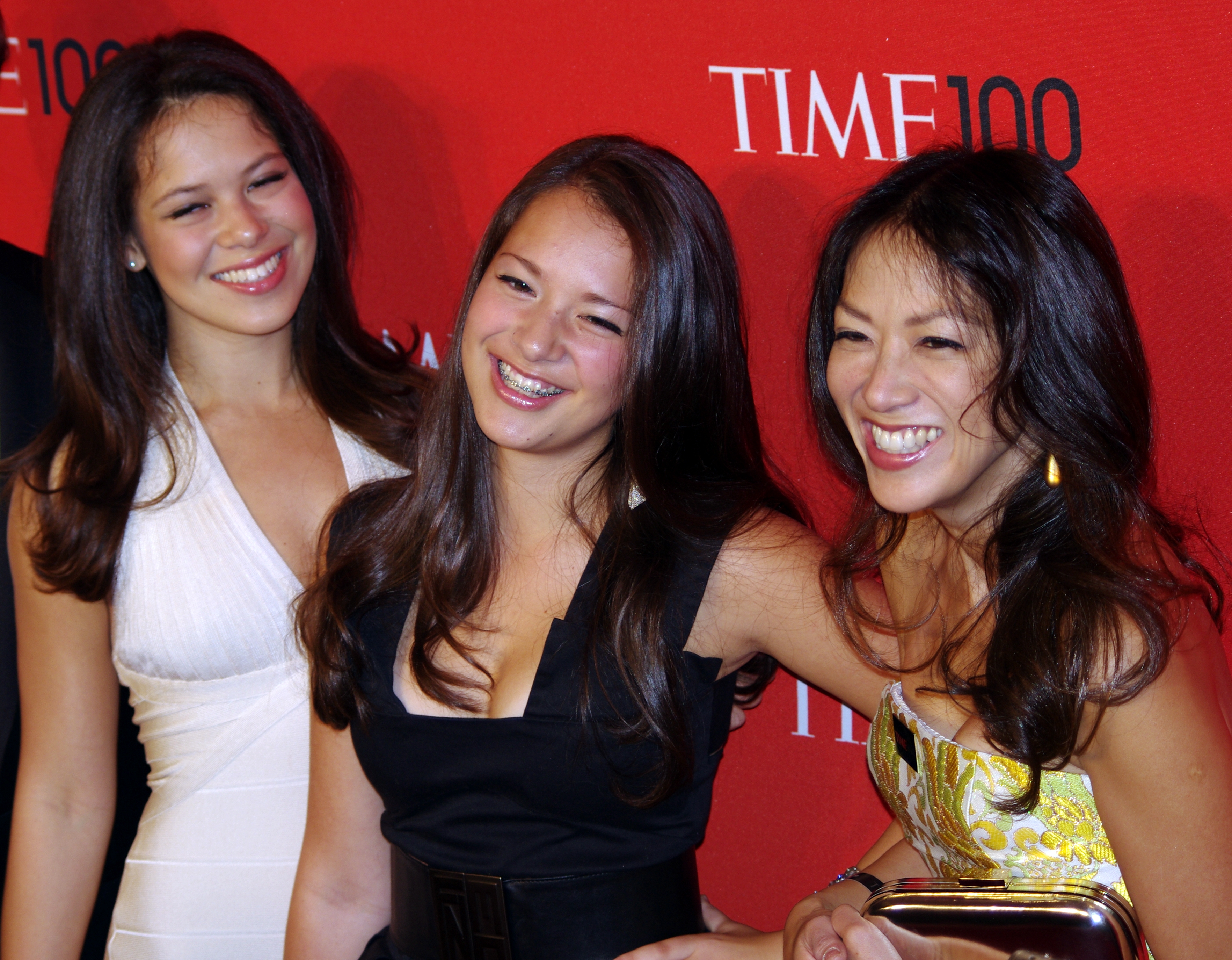
Эми Чуа и её дочери, 2011